# نیکیتا رافالوویچ
نیکیتا رافالوویچ (انگلیسی: Nikita Rafalovich؛ زادهٔ ۱۰ اکتبر ۱۹۹۳) یک تکواندوکار اهل ازبکستان است. 
از افتخارات وی میتوان به کسب مدال نقره وزن ۷۴ کیلوگرم در مسابقات جهانی تکواندو ۲۰۱۵ اشاره کرد.